# Град Живинице
Град Живинице је јединица локалне самоуправе у сјевероисточном дијелу Федерације БиХ. Припада Тузланском кантону. Сједиште општине је у градићу Живинице.
Некадашња општина Живинице, као основна јединица локалне самоуправе, настала је Одлуком Народне скупштине НР Босне и Херцеговине, број:28/59, 19. јуна 1959. године. Данас обухвата подручје од око 300 km2. На подручју општине постоји 26 мјесних заједница, од којих четири чине градско насеље.

## Становништво
По посљедњем службеном попису становништва из 1991. године, Град Живинице је имао 54.783 становника, распоређених у 29 насељених мјеста.
| Националност       | 1991.           | 1981.           | 1971.           |
| Муслимани          | 44.017 (80,34%) | 38.433 (79,21%) | 32.319 (80,12%) |
| Хрвати             | 3.976 (7,25%)   | 4.540 (9,35%)   | 4.404 (10,91%)  |
| Срби               | 3.525 (6,43%)   | 3.284 (6,76%)   | 3.133 (7,76%)   |
| Југословени        | 2.130 (3,88%)   | 1.710 (3,52%)   | 147 (0,36%)     |
| остали и непознато | 1.135 (2,07%)   | 548 (1,12%)     | 332 (0,82%)     |
| Укупно             | 54.783          | 48.515          | 40.335          |

| Национални састав према попису из 2013. године‍ | Национални састав према попису из 2013. године‍ | Национални састав према попису из 2013. године‍ | Национални састав према попису из 2013. године‍ | Национални састав према попису из 2013. године‍ |
| ---------------------------------------------- | ---------------------------------------------- | ---------------------------------------------- | ---------------------------------------------- | ---------------------------------------------- |
|                                                |                                                |                                                |                                                |                                                |
| Бошњаци                                        | Бошњаци                                        |                                                | 53.089                                         | 91,91%                                         |
| Хрвати                                         | Хрвати                                         |                                                | 2.508                                          | 4,34%                                          |
| Срби                                           | Срби                                           |                                                | 242                                            | 0,41%                                          |
| остали                                         | остали                                         |                                                | 1.926                                          | 3,33%                                          |
| укупно: 57.765                                 |                                                |                                                |                                                |                                                |

## Насељена мјеста
Послије потписивања Дејтонског споразума општина Живинице је у цјелини ушла у састав Федерације БиХ.
Насеља: Башиговци, Брњица, Вишћа Доња, Вишћа Горња, Врнојевићи, Грачаница, Дједино, Дубраве Доње, Дубраве Горње, Дунајевићи, Ђурђевик, Живинице, Живинице Доње, Живинице Горње, Зеленика, Зукићи, Ковачи, Кршићи, Куљан, Лукавица Доња, Лукавица Горња, Одоровићи, Прилук, Својат, Спреча, Суха, Тупковић Доњи, Тупковић Горњи и Шерићи